# Étourvy
Étourvy település Franciaországban, Aube megyében. Lakosainak száma 144 fő (2022. január 1.). Étourvy Balnot-la-Grange, Chaserey, Chesley, Villiers-le-Bois, Mélisey, Quincerot és Trichey községekkel határos.

## Népesség
A település népessége az elmúlt években az alábbi módon változott:
| Lakosok száma | 245  | 219  | 190  | 217  | 199  | 182  | 173  | 169  | 161  | 144  |
|               | 1968 | 1982 | 1990 | 2006 | 2013 | 2015 | 2017 | 2019 | 2020 | 2022 |